# Nižnij Tagil
Nižnij Tagil (rusky Ни́жний Таги́л) je město v Ruské federaci, na Urale. Leží zhruba 20 km na východ od hranice mezi Evropou a Asií na řece Tagil. Administrativně spadá pod Sverdlovskou oblast. Podle sčítání obyvatelstva z roku 2002 zde žilo 398 498 lidí.

## Historie
Město bylo založeno v roce 1722, v 19. století se stalo jedním z prvních center ruského průmyslu; vyráběla se zde ocel a výrobky ze železa. Roku 1833 zde byla vyrobena první ruská parní lokomotiva. Dnes se zde vyrábějí ve společnosti Uralvagonzavod také železniční vagóny a tanky.

### Vývoj počtu obyvatel
| Rok  | Počet obyvatel |
| ---- | -------------- |
| 1897 | 30 000         |
| 1926 | 39 000         |
| 1939 | 159 867        |
| 1959 | 338 501        |
| 1970 | 378 410        |
| 1979 | 398 146        |
| 1989 | 439 521        |
| 2002 | 390 498        |
| 2010 | 361 811        |

Zdroj: sčítání lidu (do roku 1926 zaokrouhleno)

## Partnerská města
- Kryvyj Rih, Ukrajina (do 2016)
- Cheb, Česko (do 2022)[4]
- Novokuzněck, Rusko
- Brest, Bělorusko
- Chattanooga, Spojené státy americké
- Mariánské Lázně, Česko